# Ben Wallace (basket-ball)
Pour les articles homonymes, voir Ben Wallace et Wallace.
Ben Camey Wallace, né le 10 septembre 1974 à White Hall (Alabama), est un joueur américain de basket-ball. Pivot de 2,06 mètres de taille, il est l'un des meilleurs défenseurs de l'histoire de la NBA.

## Biographie

### Carrière universitaire

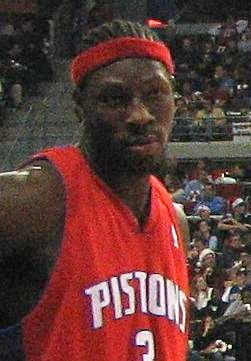
Ben Wallace sous le maillot des Pistons

En 1991, il rencontre Charles Oakley, l'ailier fort des Bulls et des Knicks, dans un camp de basket-ball organisé en Alabama, aux États-Unis. Oakley lui prodigue des conseils sur le choix de son université et lui transmet sa connaissance du jeu.
Ben Wallace joue au basket-ball au Cuyahoga Community College, un junior college de Cleveland pendant deux saisons (1992-1994).
Après avoir évolué à l'université de Virginia Union, une université historiquement noire placée en deuxième division de NCAA (le championnat universitaire américain), Ben Wallace se présente à la draft 1996 de la NBA.

### Carrière professionnelle

#### Bullets/Wizards de Washington (1996-1999)
Le 26 juin 1996, jugé trop petit (2,06 m) pour un joueur évoluant au poste de pivot, il n'est pas sélectionné lors de la draft 1996 de la NBA. Il est néanmoins signé, le 2 octobre 1996, comme agent libre par les Bullets de Washington, peu avant le début de la saison régulière.
Durant trois saisons, Wallace améliore discrètement ses statistiques, passant de 1,1 point et 1,5 rebond de moyenne durant sa première saison à 6 points, 8 rebonds et 2 contres de moyenne trois ans plus tard.

#### Magic d'Orlando (1999-2000)
Le 11 août 1999, il est transféré avec Tim Legler, Terry Davis et Jeff McInnis contre Isaac Austin au Magic d'Orlando. Wallace se retrouve dans l'une des équipes les plus faibles de la ligue. Il est titularisé par l'entraîneur Doc Rivers durant toute la saison et est l'un des responsables du bon parcours de l'équipe, qui termine au-delà de toutes les attentes avec 41 victoires. Ben Wallace, le meilleur rebondeur de l'équipe, commence à se faire connaître dans toute la ligue comme un joueur hargneux, travailleur, qui se consacre aux besognes difficiles pour le bien de son équipe.

#### Pistons de Détroit (2000-2006)
Le 3 août 2000, durant l'intersaison, le Magic, qui dispose d'une énorme masse salariale libre décide d'acquérir la superstar Grant Hill, des Pistons de Détroit, via un sign and trade : pour maximiser les revenus du joueur, Détroit re-signe Hill et le transfère à Orlando. Néanmoins, pour rendre le transfert valide, Orlando doit ajouter quelques joueurs dans l'échange. Joe Dumars, le manager général des Pistons, demande d'inclure Ben Wallace et Chucky Atkins dans le transfert. Orlando accepte, la valeur de Grant Hill (20 points par match en moyenne) étant largement supérieure à celle de Ben Wallace (4 points de moyenne) à l'époque.
Mais contre toute attente, le transfert va largement tourner en faveur de Détroit : Grant Hill enchaîne les blessures au pied dès son arrivée à Orlando, et manque 199 matchs en trois saisons.
Pour Ben Wallace, c'est l'explosion : il devient, au bout de deux saisons à Détroit, le meilleur rebondeur et le meilleur contreur de la ligue, une performance seulement réalisée par des légendes : Kareem Abdul-Jabbar, Bill Walton et Hakeem Olajuwon. Il est de plus élu meilleur défenseur de l'année.
Dans les années 2000, il est d'ailleurs considéré comme l'un des seuls pivots, sinon le seul, à pouvoir ralentir Shaquille O'Neal.
En 2003-2004, il est l'un des membres clé d'une équipe qui pratique un jeu défensif rigoureux et remporte le titre à la surprise générale face aux Lakers de Los Angeles. Sa dévotion pour l'équipe lui a valu le titre de co-capitaine avec Chauncey Billups.
Il remporte de nouveau le titre de meilleur défenseur à l'issue de la saison 2005. Avec quatre titres de meilleur défenseur, il détient le record du nombre de trophées, ex aequo avec Dikembe Mutombo et Rudy Gobert. Il devient également le quatrième joueur de l'histoire de la NBA à cumuler plus de 12 rebonds et 2 contres par match en moyenne pendant cinq saisons consécutives (les trois autres étant Kareem Abdul-Jabbar, Hakeem Olajuwon et Tim Duncan) depuis que la ligue enregistre les contres.
La coupe afro de Ben Wallace l'a également rendu célèbre. Se concentrant principalement sur la défense, Ben Wallace n'a jamais dépassé les 10 points de moyenne par match.

#### Bulls de Chicago (2006-fév. 2008)
En fin de contrat à Détroit, il rejoint les Bulls de Chicago lors de l'été 2006 en tant qu'agent libre. Lors des matches joués avec les Bulls au Auburn Palace, le stade des Pistons de Détroit, Wallace est copieusement sifflé par les supporters locaux qui ne lui pardonnent pas son départ pour le grand rival : Chicago.

#### Cavaliers de Cleveland (fév. 2008-2009)
Le 21 février 2008, peu avant la date limite de fin des transferts, Ben Wallace est transféré aux Cavaliers de Cleveland dans un échange d'onze joueurs entre trois équipes.

#### Retour aux Pistons de Détroit (2009-2012)
Le 25 juin 2009, Ben Wallace, Aleksandar Pavlović, un futur second tour de la draft 2010 ainsi que 500 000 $ sont échangés aux Suns de Phoenix contre le pivot Shaquille O'Neal. Les Suns, désireux de faire de la place sous le salary Cap, rachètent le contrat de Wallace pour dix millions de dollars, leur permettant ainsi de faire venir Channing Frye et de re-signer Grant Hill. Wallace devient alors agent libre.
Le 12 août 2009, il signe un contrat avec les Pistons de Détroit et retrouve son ancien club avec lequel il a gagné le championnat NBA 2004.
Il annonce en janvier 2012, qu'il prendra sa retraite professionnelle à la fin de cette saison 2011-2012.
Le 16 janvier 2016, Ben Wallace voit son maillot floqué du no 3 retiré par les Pistons à la mi-temps du match Pistons — Warriors en compagnie de sa femme, ses enfants, de ses coéquipiers de l'époque, parmi eux Chauncey Billups, Rasheed Wallace, Tayshaun Prince, Richard "Rip" Hamilton, les quatre autres joueurs du cinq majeur lors de la saison 2003-2004, année du dernier titre des Pistons, mais aussi de Larry Brown, coach de cette franchise cette année-là.

## Statistiques
Légende :
| Champion NBA | Défenseur de l'année | Leader de la ligue |

gras = ses meilleures performances

### Saison régulière
| Saison     | Équipe     | Matchs | Titul. | Min./m | % Tir | % 3pts | % LF | Rbds/m. | Pass/m. | Int/m. | Ctr/m. | Pts/m. |
| ---------- | ---------- | ------ | ------ | ------ | ----- | ------ | ---- | ------- | ------- | ------ | ------ | ------ |
| 1996-1997  | Washington | 34     | 0      | 5,8    | 34,8  | 0,0    | 30,0 | 1,71    | 0,06    | 0,24   | 0,32   | 1,12   |
| 1997-1998  | Washington | 67     | 16     | 16,8   | 51,8  | 0,0    | 35,7 | 4,84    | 0,27    | 0,91   | 1,07   | 3,06   |
| 1998-1999  | Washington | 46     | 16     | 26,8   | 57,8  | 0,0    | 35,6 | 8,35    | 0,39    | 1,09   | 1,96   | 6,02   |
| 1999-2000  | Orlando    | 81     | 81     | 24,2   | 50,3  | 0,0    | 47,4 | 8,21    | 0,83    | 0,89   | 1,60   | 4,81   |
| 2000-2001  | Détroit    | 80     | 80     | 34,5   | 49,0  | 25,0   | 33,6 | 13,15   | 1,54    | 1,34   | 2,33   | 6,39   |
| 2001–2002  | Détroit    | 80     | 80     | 36,5   | 53,1  | 0,0    | 42,3 | 13,00   | 1,44    | 1,73   | 3,46   | 7,61   |
| 2002–2003  | Détroit    | 73     | 73     | 39,3   | 48,1  | 16,7   | 45,0 | 15,42   | 1,64    | 1,42   | 3,15   | 6,93   |
| 2003–2004  | Détroit    | 81     | 81     | 37,6   | 42,1  | 12,5   | 49,0 | 12,42   | 1,70    | 1,77   | 3,04   | 9,54   |
| 2004–2005  | Détroit    | 74     | 74     | 36,1   | 45,3  | 11,1   | 42,8 | 12,19   | 1,66    | 1,43   | 2,38   | 9,74   |
| 2005–2006  | Détroit    | 82     | 82     | 35,2   | 51,0  | 0,0    | 41,6 | 11,26   | 1,93    | 1,78   | 2,21   | 7,28   |
| 2006–2007  | Chicago    | 77     | 77     | 35,0   | 45,3  | 20,0   | 40,8 | 10,66   | 2,42    | 1,44   | 2,03   | 6,42   |
| 2007–2008  | Chicago    | 50     | 50     | 32,5   | 37,3  | 0,0    | 42,4 | 8,82    | 1,84    | 1,38   | 1,60   | 5,10   |
| 2007–2008  | Cleveland  | 22     | 22     | 26,3   | 45,7  | 0,0    | 43,2 | 7,41    | 0,59    | 0,86   | 1,68   | 4,23   |
| 2008–2009  | Cleveland  | 56     | 53     | 23,5   | 44,5  | 0,0    | 42,2 | 6,46    | 0,79    | 0,86   | 1,34   | 2,95   |
| 2009–2010  | Détroit    | 69     | 67     | 28,6   | 54,1  | 0,0    | 40,6 | 8,65    | 1,52    | 1,25   | 1,22   | 5,52   |
| 2010–2011  | Détroit    | 54     | 49     | 22,9   | 45,0  | 50,0   | 33,3 | 6,48    | 1,33    | 1,00   | 1,00   | 2,85   |
| 2011–2012* | Détroit    | 62     | 11     | 15,8   | 39,5  | 25,0   | 34,0 | 4,34    | 0,69    | 0,76   | 0,82   | 1,37   |
| Total      |            | 1088   | 912    | 29,5   | 47,4  | 13,7   | 41,4 | 9,64    | 1,32    | 1,26   | 1,96   | 5,75   |

* Cette saison a été réduite de 82 à 66 matchs.

### Playoffs
| Saison | Équipe    | Matchs | Titul. | Min./m | % Tir | % 3pts | % LF | Rbds/m. | Pass/m. | Int/m. | Ctr/m. | Pts/m. |
| ------ | --------- | ------ | ------ | ------ | ----- | ------ | ---- | ------- | ------- | ------ | ------ | ------ |
| 2002   | Détroit   | 10     | 10     | 40,8   | 47,5  | 0,0    | 43,6 | 16,10   | 1,20    | 1,90   | 2,60   | 7,30   |
| 2003   | Détroit   | 17     | 17     | 42,5   | 48,6  | 0,0    | 44,6 | 16,29   | 1,65    | 2,47   | 3,06   | 8,88   |
| 2004   | Détroit   | 23     | 23     | 40,2   | 45,4  | 0,0    | 42,7 | 14,26   | 1,91    | 1,91   | 2,43   | 10,26  |
| 2005   | Détroit   | 25     | 25     | 39,2   | 48,1  | 0,0    | 46,1 | 11,28   | 1,00    | 1,72   | 2,36   | 10,04  |
| 2006   | Détroit   | 18     | 18     | 35,7   | 46,5  | 0,0    | 27,3 | 10,50   | 1,72    | 1,33   | 1,22   | 4,67   |
| 2007   | Chicago   | 10     | 10     | 36,9   | 56,6  | 0,0    | 50,0 | 9,50    | 1,40    | 1,50   | 1,70   | 8,70   |
| 2008   | Cleveland | 13     | 13     | 23,4   | 51,5  | 0,0    | 35,0 | 6,46    | 1,15    | 0,62   | 1,08   | 3,15   |
| 2009   | Cleveland | 14     | 0      | 12,6   | 61,5  | 0,0    | 0,0  | 2,71    | 0,29    | 0,29   | 0,29   | 1,14   |
| Total  |           | 130    | 116    | 34,8   | 48,2  | 0,0    | 41,8 | 11,18   | 1,33    | 1,53   | 1,92   | 7,22   |

### Statistiques en carrière
| Années      | Franchise              | Matchs | Points | Passes décisives | Rebonds |
| ----------- | ---------------------- | ------ | ------ | ---------------- | ------- |
| 1996 - 1999 | Bullets de Washington  | 147    | 520    | 38               | 766     |
| 1999 - 2000 | Magic d'Orlando        | 81     | 390    | 67               | 665     |
| 2000 - 2006 | Pistons de Détroit     | 470    | 3 717  | 777              | 6 048   |
| 2006 - 2008 | Bulls de Chicago       | 127    | 749    | 278              | 1 262   |
| 2008 - 2009 | Cavaliers de Cleveland | 78     | 258    | 57               | 525     |
| 2009 - 2012 | Pistons de Détroit     | 185    | 620    | 220              | 1 216   |
| Total       |                        | 1 088  | 6 254  | 1 437            | 10 482  |
| Moyenne     |                        |        | 5,7    | 1,3              | 9,6     |

## Records en NBA
Les records personnels de Ben Wallace officiellement recensés par la NBA sont les suivants :
| Type de statistique        | Saison régulière | Saison régulière                                               | Saison régulière                              | Playoffs | Playoffs                                                   | Playoffs                             |
| Type de statistique        | Record           | Adversaire                                                     | Date                                          | Record   | Adversaire                                                 | Date                                 |
| -------------------------- | ---------------- | -------------------------------------------------------------- | --------------------------------------------- | -------- | ---------------------------------------------------------- | ------------------------------------ |
| Points                     | 23               | Raptors de Toronto                                             | 11 décembre 2010                              | 29       | @ 76ers de Philadelphie                                    | 29 avril 2005                        |
| Paniers marqués            | 10               | @ Hornets de La Nouvelle-Orléans Raptors de Toronto            | 4 décembre 2004 11 décembre 2010              | 11       | @ 76ers de Philadelphie                                    | 29 avril 2005                        |
| Paniers tentés             | 21               | Celtics de Boston                                              | 13 mars 2007                                  | 11       | @ 76ers de Philadelphie                                    | 29 avril 2005                        |
| Paniers à 3 points réussis | 1                | 7 fois                                                         | 7 fois                                        | Aucun    | Aucun                                                      | Aucun                                |
| Paniers à 3 points tentés  | 2                | Wizards de Washington 76ers de Philadelphie                    | 14 mars 2003 26 avril 2012                    | 2        | Pacers de l'Indiana                                        | 17 mai 2005                          |
| Lancers francs réussis     | 8                | Wizards de Washington @ Pistons de Détroit                     | 20 février 2002 7 décembre 2007               | 8        | Magic d'Orlando                                            | 2 mai 2003                           |
| Lancers francs tentés      | 22               | @ Clippers de Los Angeles                                      | 11 décembre 2005                              | 22       | Magic d'Orlando                                            | 2 mai 2003                           |
| Rebonds offensifs          | 12               | Magic d'Orlando @ Knicks de New York @ Nuggets de Denver       | 30 mars 2001 15 février 2002 21 novembre 2006 | 11       | @ Magic d'orlando @ Nets du New Jersey                     | 27 avril 2003 9 mai 2004             |
| Rebonds défensifs          | 21               | Wizards de Washington                                          | 14 mars 2003                                  | 19       | @ Pacers de l'Indiana                                      | 22 mai 2004                          |
| Rebonds totaux             | 28               | @ Raptors de Toronto Celtics de Boston                         | 17 avril 2001 24 mars 2002                    | 24       | @ Magic d'Orlando @ Nets du New Jersey                     | 27 avril 2003 9 mai 2004             |
| Passes décisives           | 8                | @ Raptors de Toronto @ Hawks d'Atlanta @ 76ers de Philadelphie | 5 novembre 2004 16 décembre 2006 14 mars 2007 | 5        | Magic d'Orlando @ Bucks de Milwaukee @ Pacers de l'Indiana | 4 mai 2003 26 avril 2004 22 mai 2004 |
| Interceptions              | 6                | 5 fois                                                         | 5 fois                                        | 7        | @ Magic d'Orlando                                          | 27 avril 2003                        |
| Contres                    | 10               | @ Bucks de Milwaukee Heat de Miami                             | 24 février 2002 20 novembre 2002              | 7        | 76ers de Philadelphie                                      | 23 avril 2005                        |
| Balles perdues             | 6                | Hawks d'Atlanta                                                | 23 avril 1999                                 | 5        | 5 fois                                                     |                                      |
| Minutes jouées             | 56               | @ Grizzlies de Memphis                                         | 19 décembre 2005                              | 52       | @ 76ers de Philadelphie                                    | 16 mai 2003                          |

- Double-double : 201, dont trente en playoffs
- Triple-double : deux.

- 20 lancers francs tentés en un seul quart-temps, le 11 décembre 2005, contre les Clippers de Los Angeles.
- Seul joueur, avec Dikembe Mutombo et Rudy Gobert, à avoir remporté quatre titres de NBA Defensive Player of the Year (meilleur défenseur de l'année).
- Joueur non drafté ayant disputé le plus grand nombre de matchs en carrière.
- Plus mauvais pourcentage de réussite aux lancers francs sur l'ensemble de la carrière avec 41,7 %.

## Palmarès

### En sélection nationale
- Sixième place au championnat du monde 2002 avec la sélection américaine à Indianapolis.

### En franchise

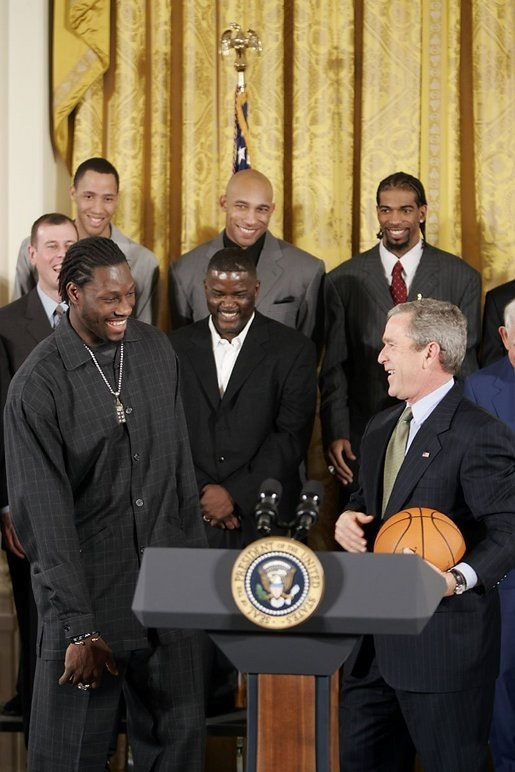
Wallace est félicité par le président George W. Bush à la Maison-Blanche à Washington, D.C., après la victoire des Pistons lors des finales NBA en 2004.

- Champion NBA en 2004 avec les Pistons de Détroit.
- Finales NBA contre les Spurs de San Antonio en 2005 avec les Pistons de Détroit.
- Champion de la Conférence Est en 2004 et 2005 avec les Pistons de Détroit.
- Champion de la Division Centrale en 2003, 2005 et 2006 avec les Pistons de Détroit.
- Champion de la Division Centrale en 2009 avec les Cavaliers de Cleveland.

### Distinctions personnelles
- NBA Defensive Player of the Year (meilleur défenseur de l'année) en 2002, 2003, 2005 et 2006.
- NBA All-Defensive First Team (équipe type défensive de la ligue) en 2002, 2003, 2004, 2005 et 2006.
- NBA All-Defensive Second Team en 2007.
- All-NBA Second Team (deuxième équipe type de la ligue) en 2003, 2004 et 2006.
- All-NBA Third Team (troisième équipe type de la ligue) en 2002 et 2005.
- 4 sélections au NBA All-Star Game en 2003, 2004, 2005 et 2006.
- Meilleur rebondeur de la NBA en moyenne de prises par match en 2002 (13,0) et 2003 (15,4).
- Meilleur rebondeur de la NBA en nombre de prises sur la saison en 2001 (1052) et 2003 (1126)
- Joueur ayant pris le plus de rebonds offensifs en NBA en 2003 (293) et 2006 (301).
- Joueur ayant pris le plus de rebonds défensifs en NBA en 2001 (749).
- Meilleur contreur de la NBA à la moyenne de contres par match en 2002 (3,5).
- Meilleur contreur de la NBA au nombre de contres sur la saison en 2002 (278).
- Son maillot, le no 3 a été retiré par les Pistons de Détroit.

## Salaires
| Année       | Équipe                 | Salaire ($) |
| ----------- | ---------------------- | ----------- |
| 1996-1997   | Bullets de Washington  | 247 500     |
| 1997-1998   | Wizards de Washington  | 326 700     |
| 1998-1999   | Wizards de Washington  | 800 000     |
| 1999-2000   | Magic d'Orlando        | 893 750     |
| 2000-2001   | Pistons de Détroit     | 4 000 000   |
| 2001-2002   | Pistons de Détroit     | 4 700 000   |
| 2002-2003   | Pistons de Détroit     | 5 200 000   |
| 2003-2004   | Pistons de Détroit     | 5 500 000   |
| 2004-2005   | Pistons de Détroit     | 7 000 000   |
| 2005-2006   | Pistons de Détroit     | 7 500 000   |
| 2006-2007   | Bulls de Chicago       | 16 000 000  |
| 2007-2008   | Cavaliers de Cleveland | 15 500 000  |
| 2008-2009   | Cavaliers de Cleveland | 14 500 000  |
| 2009-2010   | Pistons de Détroit     | 1 306 445   |
| 2010-2011   | Pistons de Détroit     | 2 080 000   |
| 2011-2012*  | Pistons de Détroit     | 2 246 400   |
| Total Gains |                        | 87 800 795  |

* En 2011, le salaire moyen d'un joueur évoluant en NBA est de 5 150 000 $.